# Драновская, Лидия Дмитриевна
Ли́дия Дми́триевна Драно́вская (18 октября 1922, с. Москаленки, Богодуховский район, Харьковская область — 11 июля 2008, Москва) — советская и российская актриса. Заслуженная артистка Российской Федерации (1999).

## Биография
Родилась 18 октября 1922 года на хуторе Москаленки Богодуховского района Харьковской области в семье учителей. 
- В 1929 году отца перевели в город Сумы, а затем в посёлок Ленино-Дачное Московской области.
- В кино с 15 лет. Впервые снялась в 1937 году в фильме «Семиклассники».
- В 1946 году окончила ВГИК.

### Творчество
Самая известная роль — в послевоенном фильме «Поезд идёт на Восток», после которого актриса больше практически не снималась в главных ролях. В последующем она работала в Театре киноактёра, снималась в массовках и эпизодах, дублировала иностранные фильмы.
Скончалась на 86-м году жизни 11 июля 2008 года в Москве. Похоронена на Ореховском кладбище.

## Фильмография
| Год  |   | Название                    | Роль                                               |
| ---- | - | --------------------------- | -------------------------------------------------- |
| 1937 | ф | Семиклассники               | Женя                                               |
| 1939 | ф | Высокая награда             | зрительница в цирке (нет в титрах)                 |
| 1940 | ф | Брат героя                  | Аня Баратова, школьница                            |
| 1947 | ф | Поезд идёт на Восток        | Зинаида Александровна Соколова                     |
| 1950 | ф | В мирные дни                | библиотекарь Шура                                  |
| 1952 | ф | Римский-Корсаков            | Алмазова                                           |
| 1953 | ф | Нахлебник                   | Ольга Петровна Корина, жена Елецкого               |
| 1956 | ф | Человек родился             | соседка Тоня                                       |
| 1958 | ф | Жених с того света          | служащая КУКУ                                      |
| 1958 | ф | На дальних берегах          | радистка                                           |
| 1959 | ф | Потерянная фотография       | экскурсовод                                        |
| 1961 | ф | Мишка, Серёга и я           | мать Гарика                                        |
| 1962 | ф | Третий тайм                 | Имя персонажа не указано                           |
| 1964 | ф | Большая руда                | Имя персонажа не указано                           |
| 1965 | ф | Сквозь ледяную мглу         | Санни                                              |
| 1966 | ф | Скверный анекдот            | сестра невесты                                     |
| 1966 | ф | Дядюшкин сон                | Имя персонажа не указано                           |
| 1967 | ф | Крепкий орешек              | мать Раисы Орешкиной                               |
| 1971 | ф | Долгие проводы              | Имя персонажа не указано                           |
| 1973 | ф | Дела сердечные              | Имя персонажа не указано                           |
| 1974 | ф | Небо со мной                | гостья                                             |
| 1976 | ф | Ты — мне, я — тебе          | посетительница в приёмной директора (нет в титрах) |
| 1977 | ф | Предательница               | Имя персонажа не указано                           |
| 1977 | ф | Служебный роман             | сотрудница статистического учреждения              |
| 1978 | ф | Трясина                     | Имя персонажа не указано                           |
| 1979 | ф | Взлёт                       | Имя персонажа не указано                           |
| 1983 | ф | Витя Глушаков — друг апачей | тётка в очереди                                    |
| 1987 | ф | Где находится нофелет?      | Имя персонажа не указано                           |
| 1990 | ф | Враг народа — Бухарин       | Надежда Крупская                                   |
| 1997 | ф | Вино из одуванчиков         | миссис Бентли, прапрабабушка                       |